# Cobososia fulvicolor
Cobososia fulvicolor es una especie de coleóptero de la familia Aderidae.

## Distribución geográfica
Habita en África.